# Distyliopsis dunnii
Distyliopsis dunnii là một loài thực vật có hoa trong họ Hamamelidaceae. Loài này được (J.H.Hemsl.) Endress miêu tả khoa học đầu tiên năm 1970.